# Jegenyenyár
A jegenyenyár vagy lombardiai nyár (Populus nigra 'Italica') a fekete nyár egyik közismert termesztett változata. Nevezik olasz nyárnak és egyszerűen jegenyefának is; korábbi tudományos nevei voltak: Populus pyramidalis Roz., Populus dilatata Ait., Populus italica Moench, Populus pannonica Kit., Populus croatica W. et Kit. A valódi lombardiai nyárat a 17. században nemesítették Lombardiában.

## Alaki jellemzői
Felfelé törekvő, igen keskeny, tornyos, 25–35 méter magas fa. A törzsén vad hajtások nőnek, így gyakran csaknem a tövétől kezdve ágas. Ágai aránylag rövidek, a törzs főtengelyéhez hajolnak, emiatt vékony és hosszú a termete. Levelei hosszúkásak, kihegyezettek, de szélesebbek mint hosszúak.

## Élettani jellemzői
Tarackoló növény, tarackjai akár 35 m-re is elérnek, az árok fenekén is áthúzódnak. Mivel a mediterrán régióból származik, elviseli a forró, száraz nyarakat, nyirkos környezetben rövid életű a különféle gombabetegségek miatt. Hímivarú klón.

## Származása
Alexander von Humboldt még úgy gondolta, hogy a Mississippi partvidékéről származik, míg John Forbes Royle angol botanikus a Himalája környékét vélte származási helyének; elképzelésük szerint ezekről a helyekről került Itáliába, ahol meghonosodott, majd Milánó vidékéről terjedt el Európában. Tekintve, hogy az alapfaj – a fekete nyár – eurázsiai elterjedésű, és elterjedési területe messze nem éri el a Himaláját, minden bizonnyal sem a Mississippi vidékéről (az amerikai kontinensről), sem a Himalájából nem érkezhetett.

## Felhasználása
Díszfa. Általában utak mellé ültetik, gyakran fasorokat képez. A tarackjai miatt azonban a 19. században gyakran előfordult, hogy a művelt földeken problémákat okozott (a gyümölcsösökben tarackjaival kiszorította a gyümölcsfákat, szántóföldeken a tarackjai alkalmatlankodtak).